# البنا (كفر الشيخ)
البنا وعزبها، قرية تابعة للوحدة المحلية لقرية كوم الحجر، التابعة لمركز الحامول، بمحافظة كفر الشيخ في جمهورية مصر العربية.

## السكان
بلغ عدد سكان البنا وعزبها 14,414 نسمة، ، منهم 7453 رجل و6961 امرأة، وذلك بحسب الإحصاء الرسمي لعام 2006.